# Górowo Iławeckie (comune rurale)
Górowo Iławeckie (Landsberg in Ostpreußen fino al 1945) è un comune rurale polacco del distretto di Bartoszyce, nel voivodato della Varmia-Masuria.
Ricopre una superficie di 416,27 km² e nel 2004 contava 7 375 abitanti.
Il capoluogo è Górowo Iławeckie, che non fa parte del territorio ma costituisce un comune a sé.